# Hendrik Moller
Hendrik Willem Evert Moller (Amsterdam, 8 november 1869 - Tilburg, 6 december 1940) was een Nederlands wetenschapper en politicus.

## Jeugd en opleiding
Zijn ouders waren Evert Möller, opzichter in de bouw, makelaar en aannemer, en Alida Bruine de Bruin. Hij had drie broers, waarvan er twee jong overleden, en vijf zusters. Op 10 juli 1902 trad hij in Amsterdam in het huwelijk met Alice Elisa Theonia Bourgonjon, dochter van Louis Bourgonjon. Van zijn oorspronkelijke achternaam (Möller) 'vergat' hij consequent de umlaut, waardoor hij als Moller door het leven ging.
Hendrik Mollers middelbare opleiding was aan het Latijns seminarie (van de Jezuïeten) te Culemborg, vanaf 1889. Daarna volgde hij een wijsgerige en natuurwetenschappelijke studie te Velp en Oudenbosch (bij de Jezuïeten), tot 1900. Zijn universitaire studie letteren deed hij aan de Gemeentelijke Universiteit te Amsterdam, van 1900 tot 24 januari 1907, waar hij ook promoveerde.

## Politiek en onderwijs
Moller behoorde tot de progressievere vleugel van de RKSP, en was onderwijswoordvoerder van de Tweede-Kamerfractie van deze partij. Hij hield zich ook bezig met ambtenarenzaken en koloniale zaken.
Hendrik Moller interpelleerde in 1926 minister De Geer over de classificatie van de gemeenten zoals die was neergelegd in het Bezoldigingsbesluit voor Burgerlijke Ambtenaren. In 1926 stemden hij en Veraart als enigen van hun fractie tegen een wetsvoorstel tot verlaging van de successierechten. Hij behoorde in 1926 tot de vijf katholieken die tegen het wetsvoorstel tot goedkeuring van het Verdrag met België stemden, en verdedigde in 1934 namens de minderheid van zijn fractie de door minister Marchant voorgestelde spellingsvereenvoudiging. Voorts behoorde hij in 1935 tot de minderheid van zijn fractie die tegen een (onaanvaardbaar verklaard, en aangenomen) amendement-Suring stemde over beperking van de bevoegdheid van de regering om in te grijpen in ambtenarensalarissen (lagere overheid).
Hij was lijstaanvoerder voor de RKSP tijdens de Tweede-Kamerverkiezingen 1937 in de kieskring Tilburg.
Daarnaast was hij een belangrijk organisator op onderwijsgebied, onder andere als voorzitter van 'Ons Middelbaar Onderwijs' in Brabant. Moller gaf diverse studies uit op letterkundig gebied, bijvoorbeeld over Vondel.
Moller overleed in 1940, op 71-jarige leeftijd. Hij en zijn vrouw zijn begraven op de rooms-katholieke begraafplaats Binnenstad in Tilburg. Hun grafmonument werd gemaakt door zwager en broer Gerard Bourgonjon. Het archief van Moller is ondergebracht bij het Katholiek Documentatie Centrum (KDC) te Nijmegen en zijn bibliotheek is te vinden bij KU Leuven Bibliotheken.

## Loopbaan in punten

### Onderwijs
- leraar R.K. Gymnasium St. Willibrordus College te Katwijk aan den Rijn, vanaf 1896
- leraar R.K. Gymnasium St. Ignatiuscollege te Amsterdam, tot 1912
- leraar scholasticaat te Mariëndaal
- leraar geschiedenis en aardrijkskunde Gemeentelijke HBS te Amsterdam, van 1907 tot 1910
- leraar Nederlandse en geschiedenis Gemeentelijke HBS te Amsterdam, van 1910 tot 1913
- privaat-docent Nederlandse literatuurgeschiedenis der zeventiende eeuw Gemeentelijke Universiteit, van 16 september 1910 tot 1911
- rector R.K. leergangen, van 4 december 1912 tot 30 november 1920 (oprichter; opgestapt na een conflict met het Curatorium der R.K. Leergangen)
- privaat-docent Nederlandse taal en letterkunde, van 1920 tot 1934

### Politiek
- lid Tweede Kamer der Staten-Generaal, van 15 september 1925 tot 6 december 1940
- lid gemeenteraad van Tilburg, van september 1927 tot 2 september 1935 (nam ontslag, ondanks zijn herverkiezing en nadat zijn geloofsbrieven al waren goedgekeurd)
- wethouder van Tilburg, van 27 september 1929 tot 2 september 1935
- lid gemeenteraad van Tilburg, van 5 september 1939 tot 6 december 1940

### Nevenfuncties
- voorzitter Vereniging 'Ons Middelbaar Onderwijs in Noord-Brabant' (door hem opgericht als 'Ons Handelsonderwijs in Noord-Brabant'), vanaf 1914
- secretaris-penningmeester dagelijks bestuur Curatorium R.K. Leergangen
- redacteur recensieblad 'Lectuur'
- redacteur tijdschrift 'Opvoeding en Onderwijs', vanaf 1909
- lid bestuur Bond van R.K. Leeszalen, vanaf 1916
- redacteur 'Tijdschrift voor Taal en Letteren', vanaf 1918
- hoofdredacteur 'Roeping, Maandschrift voor schoonheid', vanaf 1922
- lid kerkbestuur parochie H. Margarita Maria
- lid hoofdbestuur A.N.V. (Algemeen Nederlandsch Verbond), omstreeks 1926 en nog in 1938